# Engsalvie
Engsalvie (Salvia pratensis), ofte skrevet eng-salvie, er en 30-80 cm høj urt, der i Danmark er meget sjælden langs vejkanter og på skrænter. Planten lugter ikke ved berøring i modsæting til f.eks. Læge-Salvie.

## Beskrivelse
Engsalvie er en flerårig urt, der danner bladroset. Bladene er langstilkede og smalt ovale. De er netagtigt rynkede, og randen er skarpt og uregelmæssigt takket. Oversiden er mørkegrøn, mens undersiden er lyst grågrøn.
Blomsterstænglerne er tydeligt firkantede, tæt hårede og lysegrønne med smalle, modsatte blade. Blomsterne sidder i et aks yderst på stænglen. De er blåviolette og uregelmæssige læbeblomster. Planten danner masser af spirevillige frø hvert år.
Rodnettet består af en tyk, dybtgående hovedrod og masser af finrødder.
Højde x bredde og årlig tilvækst: 0,25 × 0,5 m (25 × 5 cm/år), heri dog ikke medregnet de blomstrende skud, som når op i 50-60 cm højde.

## Voksested
Engsalvie er udbredt over det meste af det sydlige og østlige Europa, hvor den vokser på tørre, frodige enge. I halvtørre græsområder i Böhmen, Mähren og Slovakiet findes arten på kalkbund sammen med bl.a. cypresvortemælk, foderesparsette, grenet edderkopurt, gul skabiose, pilebladet tusindstråle, Polygala major (en art af mælkeurt), storblomstret brunelle, tidlig timian og virgilasters
| Portal | Portal:Botanik |

## Note
1. ↑  www.articlearchives.com: Eszter Illyes, Milan Chytry, Zoltan Botta-Dukat, Ute Jandt, Iveta Skodova, Monika Janisova, Wolfgang Willner og Ondrej Hajek: Semi-dry grasslands along a climatic gradient across Central Europe (engelsk)